# Nátrium-kloroaluminát
A nátrium-kloroaluminát egy szervetlen kémiai vegyület, képlete NaAlCl4. A 20. században fedezték fel.
Előállítható nátrium-klorid és alumínium-klorid reakciójával.

## Fordítás
Ez a szócikk részben vagy egészben  a   Sodium chloroaluminate című angol Wikipédia-szócikk ezen változatának fordításán alapul.  Az eredeti cikk szerkesztőit annak laptörténete sorolja fel. Ez a jelzés csupán a megfogalmazás eredetét és a szerzői jogokat jelzi, nem szolgál a cikkben szereplő információk forrásmegjelöléseként.